# Pozuelo
Pozuelo – gmina w Hiszpanii, w prowincji Albacete, w Kastylii-La Mancha, o powierzchni 133,78 km². W 2011 roku gmina liczyła 570 mieszkańców.